# ماركوس هاريس
ماركوس هاريس (21 يوليو 1992 ببرث في أستراليا - ) (بالإنجليزية: Marcus Harris)‏ هو لاعب كريكت أسترالي. لعب مع فريق فكتوريا للكريكت وفريق غرب أستراليا للكريكت ‏ وMelbourne Renegades ‏ وPerth Scorchers ‏.

## وصلات خارجية
- ماركوس هاريس على موقع إي آس بي آن كريك إنفو (الإنجليزية)